# Sinča vas
Sinča vas (nemško Kühnsdorf) je največje naselje v občini Dobrla vas v okraju Velikovec na avstrijskem Koroškem. 
Naselje šteje 1544 prebivalcev (popis 2024), od katerih se jih približno  10%  izreka za pripadnike narodne skupnosti Koroških Slovencev. Kraj se v pisnih virih prvič omenja leta  1267/68, leži pa približno 3,5 kilometre severno od Dobrle vasi na cesti proti Velikovcu.